# Momo alla conquista del tempo
Pour plus de détails, voir Fiche technique et Distribution.
Momo alla conquista del tempo (« Momo à la conquête du Temps ») est un long métrage d'animation italo-allemand réalisé par Enzo D'Alò et sorti au cinéma en Italie en 2001. Il s'agit d'une adaptation du roman Momo de l'écrivain allemand Michael Ende. Le film utilise la technique du dessin animé en deux dimensions.

## Synopsis
Momo, une petite fille, vit une vie paisible avec ses amis. Mais lorsque d'étranges hommes en gris arrivent en ville et proposent aux habitants de placer leur temps en épargne à la Banque du Temps pour l'utiliser plus tard, une étrange frénésie s'empare de la cité, obsédée par l'idée de ne plus gaspiller la moindre seconde. Pour déjouer les plans des Hommes en gris, qui utilisent le temps des habitants sans jamais le leur rendre, Momo doit partir à la recherche du professeur Secundus Minutus Hora et de la tortue Cassiopée.

## Fiche technique
- Titre original : Momo alla conquista del tempo
- Titre anglais : Momo
- Réalisation : Enzo D'Alò
- Scénario : Enzo D'Alò et Umberto Marino, d'après le roman Momo de Michael Ende
- Musique originale : Gianna Nannini
- Montage : Simona Paggi
- Création des décors : Michel Fuzellier
- Directeur de production : Giorgio Ghisolfi
- Assistant réalisateur : animation : Jacopo Saraceni
- Producteur : Vittorio Cecchi Gori
- Sociétés de production : Cecchi Gori Group Tiger Cinematografica, Taurus Produktion
- Distribution : MFA Filmdistribution (Allemagne), DeA Planeta Home Entertainment (Espagne)
- Pays : Allemagne, Italie
- Langues : italien, allemand
- Durée : 75 minutes (Pays-Bas), 80 minutes (Espagne)
- Format : 35 mm, couleur
- Son : stéréo
- Dates de sortie : 
  -  Italie : 21 décembre 2001
  -  Allemagne : 3 janvier 2002
  -  Suisse (germanophone) : 31 janvier 2002
  -  Autriche : 22 février 2002

## Autour du film
C'est la deuxième adaptation du roman de Michael Ende, après Momo, film allemand de Johannes Schaaf, sorti en 1986.

## Distribution

### Voix françaises
- Kelly Marot : Momo
- Pierre Hatet : Professeur Chronos
- Gérard Rinaldi : Le PDG des hommes en noir et blanc
- Christian Alers
- Constantin Pappas
- Marie-Martine